# Greta andania
Greta andania är en fjärilsart som beskrevs av Carl Heinrich Hopffer 1874. Greta andania ingår i släktet Greta och familjen praktfjärilar. Inga underarter finns listade i Catalogue of Life.